# Kazatomprom
Kazatomprom (kasachisch Қазатомөнеркәсіп ұлттық атом компаниясы/Qasatomönerkässip ulttyq atom kompanijassy, russisch Казатомпром) ist ein kasachisches Bergbauunternehmen mit Sitz in Astana, das vor allem radioaktive Metalle fördert. 2019 förderte das Unternehmen 13.291 Tonnen Uran, womit Kazatomprom mit einem Anteil von rund 24 Prozent an der Weltproduktion das größte Uran fördernde Unternehmen der Welt ist.

## Tätigkeit
Die Produktion von Kazatomprom umfasst vor allem Uran, Beryllium und Tantal.
Nach Unternehmensangaben sind rund 26.000 Mitarbeiter bei Kazatomprom beschäftigt. Der Umsatz des Unternehmens betrug im Geschäftsjahr 2006 nach eigenen Angaben rund 90 Milliarden Tenge. Im ersten Halbjahr 2010 betrug der Umsatz bereits 105,7 Milliarden Tenge (rund 530 Millionen Euro). Für das gesamte Geschäftsjahr wurde eine Umsatzsteigerung von 30 Prozent gegenüber dem Vorjahr auf rund 231 Milliarden Tenge (rund 1,16 Mrd. Euro) angegeben.
2016 förderte Kazatomprom insgesamt 12.986 Tonnen Uran, was einem Anteil von 21 Prozent der gesamten Uranförderung weltweit entspricht.

## Geschichte

### Gründung und Unternehmensaufbau
Nach dem Ende der Sowjetunion befand sich die kasachische Wirtschaft in einer tiefen Krise, die sich auch auf die Atomindustrie des Landes auswirkte. Durch den Verfall des Russischen Rubels waren kasachische Produkte, die in US-Dollar gehandelt wurden, teuer im Vergleich zu Produkten aus russischer Produktion. Um die Krise zu überwinden, wurde am 14. Juli 1997 durch ein Dekret des Präsidenten Nursultan Nasarbajew das Unternehmen Kazatomprom gegründet. Es umfasste damals das Förderunternehmen Wolkowgeologija (Волковгеология), drei Abbaustätten und das Unternehmen  Metallurgischer Betrieb Ulba (Ульбинский металлургический завод/Ulbinski metallurgitscheski sawod). Dennoch verlor die kasachische Nuklearindustrie Teile ihres bisherigen Absatzmarktes; hinzu kamen außerdem Verkaufsbeschränkungen für kasachisches Uran in den Vereinigten Staaten, sowie ein erheblicher Berg an Schulden.
So wurde Muchtar Schäkischew neuer Vorstandsvorsitzender des Unternehmens. Er sollte es aus der Krise führen, indem die Produktion erhöht und Kosten gesenkt werden. 1999 gewährte die deutsche WestLB dem Unternehmen eine erste Kreditrate, mit deren Hilfe eine finanzielle Restrukturierung eingeleitet werden konnte und die Schulden bei kasachischen Banken zurückgezahlt werden konnten. Ein weiterer Erfolg war die Beseitigung sämtlicher Beschränken zum Verkauf von Uran, die die Europäische Union und die Vereinigten Staaten zuvor erlassen hatten. So hatten Kazatomprom und die kasachische Regierung erfolgreich gegen Antidumpingzölle in den USA geklagt. Investitionen zur Modernisierung und Erweiterung der Produktionsanlagen führten dazu, dass Kazatomprom die Produktion von Uran erhöhen konnte und die Produktion von Beryllium und Tantal wieder aufnehmen konnte. Das Unternehmen hatte die Krise überwunden und war nun in einer finanziell stabilen Lage.
2003 verkaufte die Regierung Kasachstans den Komplex um das ehemalige Kernkraftwerk Aqtau an Kazatomprom. Neben dem stillgelegten Kernkraftwerk gehören auch drei Wärmekraftwerke zum Komplex, die das Gebiet Mangghystau mit Energie versorgen. Seitdem wird der Komplex unter dem Namen MAEK-Kazatomprom (МАЭК–Казатомпром) geführt. Am 24. März 2005 wurde das Stepnogorski gorno-chimitscheski kombinat (Степногорский горно-химический комбинат) im nordkasachischen Stepnogor an Kazatomprom überführt. Man übernahm die Verwaltung des Betriebes, der in wirtschaftliche Schieflage geraten war. 2006 nahm in der Region ein neues Werk zur Produktion von Schwefelsäure den Betrieb auf, um die Förderung in den nahe gelegenen Bergwerken aufrechterhalten zu können. Um die Erhöhung der Produktionskapazität realisieren zu können, wurde die Förderung an der Lagerstätte Eastern Mynkuduk mit einer Kapazität von 1.000 Tonnen aufgenommen. Auf dem Gelände in Stepnogor wurde ein neues Werk zur Anreicherung von Molybdän gebaut.

### Aufstieg zum größten Uranförderer der Welt
2007 begann der Uranabbau an der Lagerstätte Mynkuduk West im Süden Kasachstans. Betreiber des Bergbaus ist das japanisch-kasachische Joint Venture Appak. Daran beteiligt sind Kazatomprom mit 65 Prozent, die Sumitomo Group mit 25 Prozent und Kansai Denryoku mit zehn Prozent. Im Juni 2008 wurde ein neues Joint Venture mit der kanadischen Cameco Corporation gegründet, um die Herstellung von Uranhexafluorid am Metallurgischen Betrieb Ulba in Öskemen ausweiten zu können. Eine strategische Vereinbarung mit der französischen Areva über die Gründung des Gemeinschaftsunternehmens Katco sah eine Erhöhung des Uranabbaus vor. Zudem sollten 400 Tonnen kasachischen Urans für französische Atomkraftwerke geliefert werden, im Gegenzug gibt Areva Kazatomprom technische Unterstützung bei der Herstellung von Kernbrennstoff in Öskemen. Besonders die Zusammenarbeit mit chinesischen Unternehmen wurde verstärkt. Eine im Oktober 2008 geschlossene Vereinbarung mit der China National Nuclear Corporation und der China Guangdong Nuclear Power Corporation sieht die langfristige Belieferung der chinesischen Nuklearindustrie, eine gemeinsame Entwicklung kasachischer Abbaugebiete und den Bau von Kernkraftwerken in der Volksrepublik China vor.
Am 24. April 2008 wurde Khorasan-1 im Abbaugebiet North Khorasan eröffnet. Betrieben wird es von Kazatomprom, einem Konsortium japanischer Firmen und Uranium One. Das hier abgebaute Uran ist vorrangig für den japanischen Markt bestimmt. Am 28. April 2009 wurde eine weitere Abbaustätte eröffnet. Irkol mit einer jährlichen Kapazität von 750 Tonnen liegt im Gebiet Qysylorda und ist die erste Abbaustätte im Rahmen der chinesisch-kasachischen Zusammenarbeit. Durch die Inbetriebnahme mehrerer Abbaustätten in den vergangenen Monaten konnte der Fördermenge stark erhöht werden und so stieg Kazatomprom 2009 zum weltweit größten Förderunternehmen von Uran auf.
2010 stieg Kazatomprom in den Markt mit erneuerbaren Energien ein. Im Juli wurden in der Region Aqmola zwei Komplexe zur Produktion von Solar- und Windenergie aufgebaut. Im Mai 2011 wurde der Grundstein für eine Fabrik zum Bau von Solarmodulen in Nursultan (Astana Solar, Астана Солар) gelegt. Die Produktion wurde am 25. Dezember 2012 aufgenommen. Im folgenden Jahr wurde der Fokus auf die Solarenergie weiter verstärkt. Im ostkasachischen Öskemen wurde mit Kazakhstan Solar Silicon ein weiterer Betrieb zur Herstellung von Solarmodulen eröffnet.
Im Mai 2018 wurde bekannt, dass die kasachische Regierung eine Teilprivatisierung von Kazatomprom anstrebt, um die Wirtschaft des Landes weiter zu öffnen. Insgesamt sollen Ende des Jahres 25 Prozent der Unternehmensanteile an der Börse veräußert werden und einen geschätzten Erlös von rund 3,5 Mrd. US-Dollar erzielen. Daneben ist auch der Verkauf von Anteilen der staatlichen Fluggesellschaft Air Astana und der KazakhTelecom geplant.

## Unternehmensstruktur

### Geschäftsfelder
Eigentümerin der gesamten Gruppe ist der nationale Staatsfonds Samruk-Kazyna:
| Samruk-Kazyna                       | Samruk-Kazyna                 | Samruk-Kazyna                           | Samruk-Kazyna                        | Samruk-Kazyna                     | Samruk-Kazyna | Samruk-Kazyna         |
| ----------------------------------- | ----------------------------- | --------------------------------------- | ------------------------------------ | --------------------------------- | ------------- | --------------------- |
| Kazatomprom                         |                               |                                         |                                      |                                   |               |                       |
| Gewinnung und Verarbeitung von Uran | Seltene Erden und Edelmetalle | Kernbrennstoffkreislauf und Metallurgie | Atomenergie und Alternative Energien | Wissenschaft, Technik und Bildung | Produktion    | Soziales und Beratung |

### Tochtergesellschaften

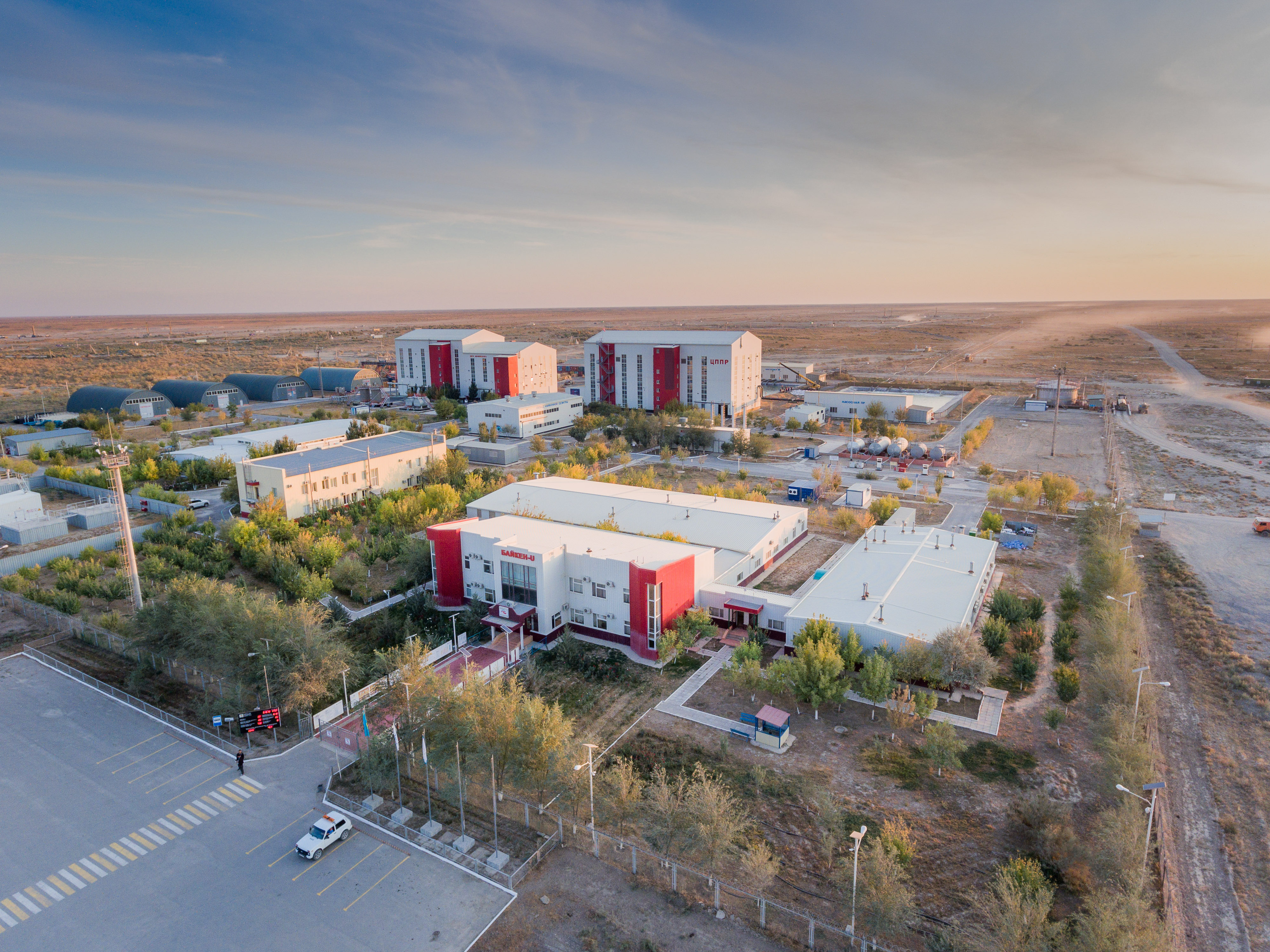
Uranförderung im Bergwerk Baiken

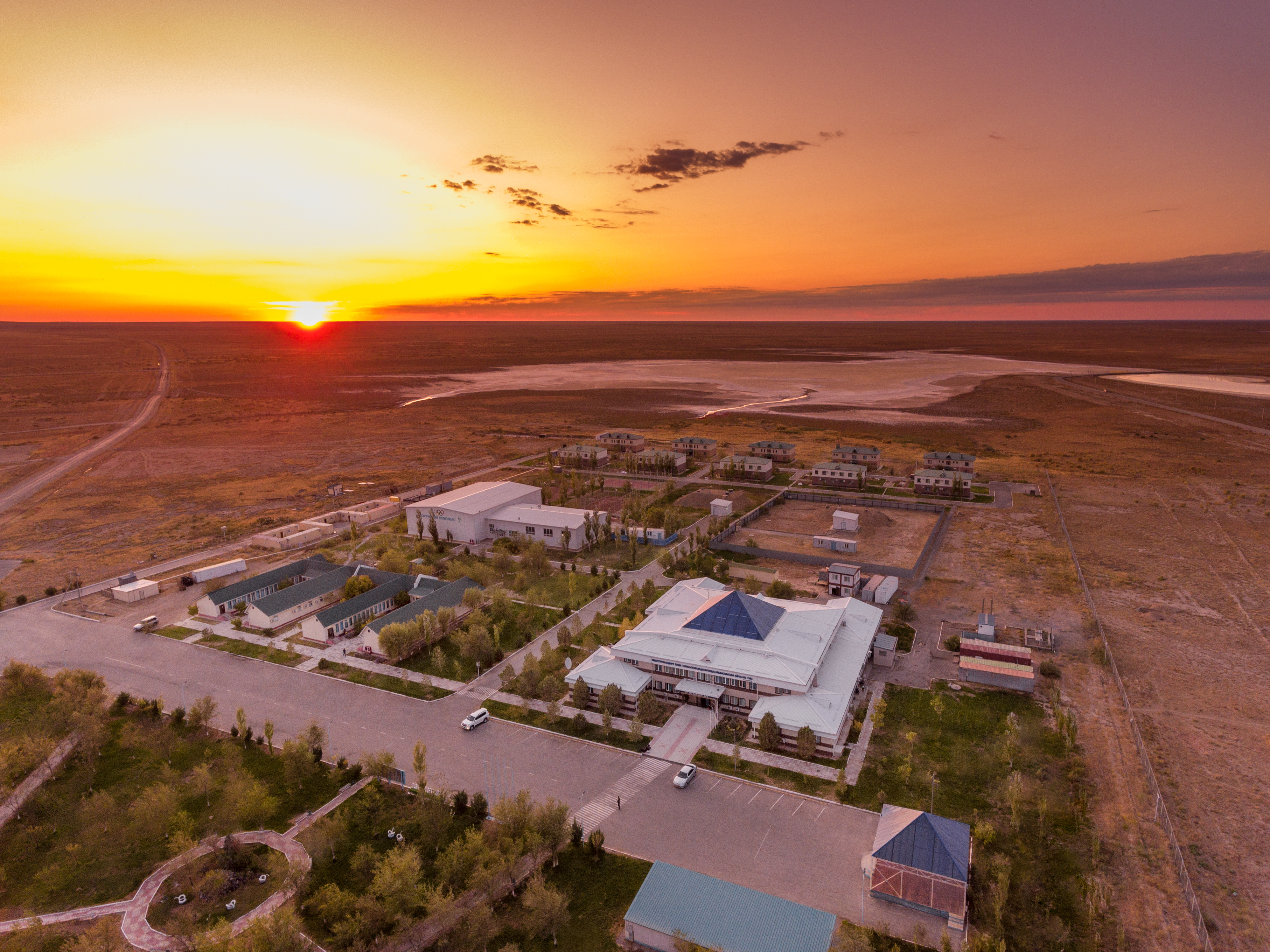
Uranförderung im Bergwerk Karatau

Tochtergesellschaften und Beteiligungen von Kazatomprom im Geschäftsjahr 2016:
| Gewinnung und Verarbeitung von Uran - PE Ortalyk LLP (100 %) - APPAK LLP (65 %) - Semizbai-U LLP (51 %) - Karatau LLP (50 %) - Akbastau JSC (50 %) - JV Zarechnoye JSC (50 %) - JV KATCO LLP (49 %) - JV Inkai LLP (40 %) - Kyzylkum LLP (30 %) - Khorasan-U LLP (34 %) - JV Betpak Dala LLP (30 %) - SMCC LLP (30 %) - Baiken-U LLP (5 %) - RU-6 LLP (100 %) - Kazatomprom-SaUran (100 %) - JV Budyonovskoe LLP (51 %) Seltene Erden und Edelmetalle - SARECO LLP (51 %) - Kyzyltu LLP (76 %) - KT Rare metals Company LLP (51 %) | Kernbrennstoffkreislauf und Metallurgie - Ulba JSC (90 %) - UEC JSC (50 %) - IUEC JSC (10 %) - JV UKR TVS CHSC (33 %) - TNEH US, inс (10 %) - TNEH-UK, lim (10 %) Atomenergie und Alternative Energien - MAEC-Kazatomprom (100 %) - KRKAS JSC (50 %) - Astana Solar LLP (100 %) - Kazakhstan Solar silicon LLP (100 %) - МК Kaz Silicon LLP (100 %) - Uranenergo LLP (46 %) - KNPP JSC (100 %) Wissenschaft, Technik und Bildung - IHT LLP (100 %) - KAS PLS (50 %) | Produktion - Volkovgeology JSC (90 %) - Korgan-Kazatomprom LLP (100 %) - Bailanys-NAC LLP (100 %) - SKZ-Kazatomprom LLP ( %) - Caustik JSC (40 %) - Trade&Transport Company LLP (93 %) - SKZ-U LLP (49 %) - TH Kazakatom AG (100 %) - Kazatomprom-Sorbent LLP (51 %) - Geotechnoservice LLP (100 %) Soziales und Beratung - Kazatomprom-Demeu LLP (74 %) |

### Unternehmensführung
Vorstandsvorsitzende von Kazatomprom seit 1996:
| Name                  | Zeitraum  |
| --------------------- | --------- |
| Baghdat Schajachmetow | 1996–1998 |
| Qadyr Baikenow        | 1998      |
| Muchtar Schäkischew   | 1998–2001 |
| Asqar Qassabekow      | 2001–2002 |
| Muchtar Schäkischew   | 2002–2009 |
| Wladimir Schkolnik    | 2009–2014 |
| Nurlan Qapparow       | 2014–2015 |
| Asqar Schumaghalijew  | 2015–2017 |
| Ghalymschan Pirmatow  | 2017–2021 |
| Mäschit Schäripow     | 2021–2023 |
| Meirzhan Yussupov     | seit 2023 |

### Kennzahlen
Entwicklung der Kennzahlen
|                 | 2007   | 2008   | 2009   | 2010   | 2011   | 2012   | 2013   | 2014   | 2015   | 2016   | 2017   | 2018   | 2019   |
| --------------- | ------ | ------ | ------ | ------ | ------ | ------ | ------ | ------ | ------ | ------ | ------ | ------ | ------ |
| Umsatz (Mrd. ₸) | 117,8  | 127,1  | 178,5  | 230,9  | 322,0  | 321,7  | 288,3  | 322,7  | 397,8  | 418,9  | 277,0  | 436,6  | 502,3  |
| Mitarbeiter     | 18.148 | 18.676 | 18.093 | 23.096 | 24.707 | 26.170 | 27.342 | 27.706 | 26.764 | 25.819 | 25.020 | 20.507 | 20.592 |

Entwicklung der Fördermenge von Uran:

## Produkte
Das staatliche kasachische Unternehmen Kazatomprom führt radioaktive Metalle in seinem Sortiment. Die drei Hauptprodukte sind Uran, Beryllium und Tantal. Auch das selten vorkommende Schwermetall Niob wird gefördert. Neben verschiedenen Metallen stellt das Unternehmen auch Legierungen und seit 2021 zusammen mit dem chinesischen Kernenergiekonzern CGN auch Uranbrennelemente her.